# Isarachnactis magnaghii
Isarachnactis magnaghii är en korallart som beskrevs av Enrica Calabresi 1928. Isarachnactis magnaghii ingår i släktet Isarachnactis och familjen Arachnactidae. Inga underarter finns listade i Catalogue of Life.